# Устрицы Скалистых гор
Устрицы Скалистых гор (англ. Rocky Mountain oysters) или горные устрицы (англ. mountain oysters) или мясные шарики (англ. meat balls), также известные как прерийные устрицы (англ. prairie oysters), в Канаде (фр. animelles) — американское и канадское блюдо из бычьих яичек. Блюдо не содержит устриц, его название, это эвфемизм и шутка. Также встречается под другими названиями в странах Южной Америки.

## Приготовление
Есть множество способов приготовить семенники. Обычно их очищают от кожицы, варят в воде, нарезают ломтиками, панируют и жарят. Их также можно отбить до состояния плоской массы перед панировкой или приготовить на гриле. Чаще всего блюдо подают в качестве аппетийзера.

## Распространение
Блюдо подают в некоторых скотоводческих частях Канады, где распространена кастрация молодых бычков. «Устрицы прерий» — обычное название в Канаде, где их подают в соусе демиглас. В Оклахоме и Техасском Пэнхэндле их часто называют «телячьим картофелем фри» (англ. calf fries).
В Испании, Аргентине и многих частях Мексики их называют criadillas, а в Центральной и Южной Америке в разговорной речи — huevos de toro (дословно «бычьи яйца»; помимо своего буквального значения, huevos — это испанское сленговое название яичек).
Могут использоваться и другие термины, такие как «бычьи яйца», «ковбойская икра», «говяжьи отбивные из Монтаны», «пыльные орешки», «раскачивающаяся говядина» или просто «горные устрицы».
Блюдо, предположительно, имеет ковбойское происхождение, чаще всего подается на фестивалях, среди семей скотоводов или в определенных специализированных заведениях общественного питания и барах. Однако их также легко можно найти в некоторых общественных местах. Например, на стадионе Coors Field во время бейсбольных матчей Colorado Rockies. Город Игл в Айдахо утверждает, что в нём проходит «Самое большое в мире поедание устриц Скалистых гор» во время фестиваля Eagle Fun Days.
В Клинтоне (Монтана), Дирфилде (Мичиган), Хантли (Иллинойс), Сессере (Иллинойс), Олине (Миссури), Северансе (Колорадо), и Тайро (Огайо) также проводятся фестивали с поеданием блюд из семенников. Устрицы Скалистых гор иногда подают в качестве розыгрыша тем, кто не знает о происхождении этих «устриц». Многие люди также считают их афродизиаками.
Основная цель удаления яичек не кулинарная. Кастрация в ветеринарной практике и животноводстве распространена и служит различным целям, включая контроль размножения, рост скелетных мышц, пригодных для говядины, и изменение темперамента.